# Crorema adspersa
Crorema adspersa är en fjärilsart som beskrevs av Herrich-Schäffer 1854. Crorema adspersa ingår i släktet Crorema och familjen tofsspinnare. Inga underarter finns listade i Catalogue of Life.